# Agente estimulador de la eritropoyesis
Un agente estimulante de la eritropoyesis (del inglés erythropoiesis-stimulating agent), abreviado ESA, es un agente similar a la citocina eritropoyetina, que estimula la eritropoyesis, proceso encargado de la producción de eritrocitos. Los ESAs son parecidos a la proteína natural eritropoyetina tanto en la estructura química como en los procesos biológicos en que participan.

## Tipos
Además de la eritropoyetina (o EPO) natural, se han creado artificialmente nuevos ESAs, que se dividen según la fecha de su síntesis y comercialización en ESAs de distintas generaciones, siendo la tercera generación la de más reciente creación:
ESA natural
- Eritropoyetina o EPO

ESAs de primera generación
- Epoetina alfa (Procrit/Epogen)
- Epoetina beta (NeoRecormon)
- Epoetina delta o Dynepo

ESA de segunda generación
- Darbepoetina alfa (Aranesp)

ESA de tercera generación
- CERA: Continuous erythropoietin receptor activator (Mircera)